# 藤江村 (愛知県)
藤江村（ふじえむら）は、かつて愛知県知多郡にあった村。現在の東浦町藤江に相当する。

## 地理
知多半島の付け根部分、境川下流右岸に位置していた。

## 沿革
- 江戸時代 - 藤江村は尾張藩領であり、鳴海代官所の支配下にあった。なお、江戸時代には三河国幡豆郡（現在の愛知県西尾市一色町）にも藤江村が存在した。
- 1873年（明治6年）4月1日 - 藤江村・生路村・有脇村を学区とする友強学校（現在の東浦町立藤江小学校）が開校。
- 1876年（明治9年） - 藤江村は広田村の一部となる。
- 1882年（明治15年） - 広田村の一部が再び藤江村となる。
- 1886年（明治19年） - 国鉄武豊線が開通。
- 1889年（明治22年） - 町村制を施行し、知多郡藤江村が発足。
- 1906年（明治39年）5月1日 - 藤江村、森岡村の一部、緒川村、石浜村、生路村が合併して東浦村が発足。同日藤江村廃止。

## 交通
1956年（昭和31年）に衣浦大橋が完成するまで、衣浦湾を隔てた藤江と吉浜（碧海郡高浜町）を結ぶ渡船「藤江の渡し」があった。
1934年（昭和9年）には武豊線藤江駅が設置されたが、1944年（昭和19年）に武豊線東浦駅が設置されたことで藤江駅は廃止された。

## 名所・旧跡
- 藤江神社
- 安徳寺 - 乾坤院末寺。
- 師崎街道

## 出身者
- 久松潜一 - 国文学者。文化功労者。
- 久米常民 - 国文学者。